# مارینو مورتی
مارینو مورتی (ایتالیایی: Marino Moretti؛ ۱۸ ژوئیهٔ ۱۸۸۵ – ۶ ژوئیهٔ ۱۹۷۹) یک شاعر، و نویسنده اهل ایتالیا بود. وی برنده جایزه ویارجو (۱۹۵۹) شده است